# Maggie Simpson
Margaret "Maggie" Simpson er det yngste medlem af Simpsons-familien i tv-serien The Simpsons. Hun er kendetegnet ved sin sut, som hun bestandigt har i munden.
En af de mest særprægede ting ved Maggie, er, at hun aldrig siger noget i afsnittene. Man hører hende kun sutte på sin sut.
I et afsnit bliver Maggies IQ målt til 156 – væsentligt højere end vidunderbarnet Lisas IQ på 148 – det viste sig dog, at Lisa ubevidst havde hjulpet Maggie ved prøven, og at hun uden Lisas hjælp ikke var mere intelligent end andre småbørn.
Hun har flere gange brugt skydevåben og skød engang Montgomery Burns. En anden gang skød hun Fat Tony og hans håndlangere, der ville slå Homer ihjel.
I flere afsnit, hvor der bliver set frem i tiden, optræder Maggie som teenager og der hører man hende heller ikke sige noget. Der sker altid noget lige inden hun åbner
munden, der gør, at det ikke sker alligevel.
Det er dog sket een gang, at hun har sagt noget, nemlig Maggies første ord.
Det er i det afsnit, hvor Homer og Marge fortæller om Barts og Lisas første ord(Barts: "ay caramba" fordi han opdager, at Homer og Marge har sex, da han går ind i soveværelset. Lisas: Bart. Hun siger det, fordi at Bart er træt af hende, da hun får mere opmærksomhed end han gør, hvilket gør, at han vil flytte hjemmefra. Så siger han til Lisa, at han går. Lisa bliver ked af det og siger "Bart"). I dette afsnit finder man ud af, at både Lisa og Bart kalder Marge for Mom/Mommy, men at de bare kalder Homer for Homer. I slutningen af afsnittet skal Homer lægge Maggie i seng, og da siger han, at han håber, hun aldrig kommer til at tale. Da han så er gået ud og har lukket døren, åbner Maggie øjnene og siger Daddy.